# Videojoc d'acció
Un videjoc d'acció (o també joc d'acció) és un gènere de videojoc la jugabilitat del qual està centrada al voltant d'enfrontaments violents que es plasmen per cops físics, i es recorre a armes blanques o de foc. El videojoc d'acció pot ser considerat com l'equivalent al gènere de les pel·lícules d'acció i de guerra. El principal element interactiu dels videojocs d'acció és l'acte de disparar i/o també colpejar a algú. Dins d'aquest tipus de videojoc també hi ha subgèneres com el Beat 'em up, Shoot 'em up i els videojoc de plataformes, ja que tenen unes pinzellades de la jugabulitat que fan que entre gèneres i subgèneres no siguin molt diferents. Tot i que també estan a dins d'aquest gènere els videojocs d'acció en primera persona.

## Paraules i definicions clau d'un videojoc d'acció

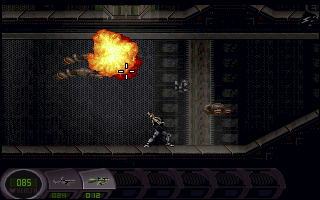
El joc d'ordinador Abuse. El jugador llança una granada en 2 volants.

El terme "videojoc d'acció" és sovint utilitzat pels mitjans de masses, encara que en la literatura del joc el terme ha estat apareixent en una proporció constantment creixent. El terme designa una jugabilitat molt ampla i es referix en molts subgèneres individuals, això no obstant, els videojocs d'acció solen tenir els element de:
- Violència física o en combat; pot ser combat cos a cos, armes (també amb vehicles).
- Una corba de dificultat directament es referia a la velocitat de reacció

física del jugador.
- Inclou molts desafiaments realitzats sota un límit de temps, en el qual el jugador ha de completar una tasca de pressa o pot perdre una vida o el nivell.
- El jugador controla un sol personatge en tot el joc, o un petit 'grup' de personatge que el jugador ha de dirigir en tot moment.
- Es caracteritzen en trets visuals com l'estil gràfic del joc i efectes visuals
- Una intel·ligència artificial enemiga sofisticada.

Altres elements considerats importants en els videojocs d'acció, són:
- Una desenvolupada història en què el personatge que es controla té un paper important.
- Interacció amb altres personatge dins de la trama de manera que afecten el personatge del jugador
- Elements d'estratègia i/o per torns, com controlar un grup de personatges alhora

## Subgèneres dels videojocs d'acció
La següent llista s'inclouen subgèneres que tenen una relació amb els videojocs d'acció:
- Arcade - no és un gènere però els videojocs d'acció es basen en màquines recreatives, ja que alguns dels antics són dels que posen insert coin(s).
- Acció i aventura
- Beat 'em up
- Conducció
- Acció en primera persona o Acció en tercera persona
- Shoot 'em up
- Pinball
- Plataformes
- Infiltració